# فرانكي كيلهير
فرانكي كيلهير (بالإنجليزية: Frankie Kelleher)‏ هو لاعب كرة قاعدة أمريكي، ولد في 22 أغسطس 1916 في سان فرانسيسكو في الولايات المتحدة، وتوفي في 13 أبريل 1979 في ستوكتون في الولايات المتحدة.

## وصلات خارجية
- فرانكي كيلهير على موقع دوري كرة القاعدة الرئيسي (الإنجليزية)
- فرانكي كيلهير على موقعبيزبول رفرنس.كوم (الدوري الرئيسي) (الإنجليزية)
- فرانكي كيلهير على موقعبيزبول رفرنس.كوم (الدوري الثانوي) (الإنجليزية)